# Episodi de I Simpson (ventitreesima stagione)
La ventitreesima stagione de I Simpson è stata originariamente trasmessa negli Stati Uniti d'America dal 25 settembre 2011 al 20 maggio 2012 su Fox.
La stagione comprende sette episodi della produzione NABF, relativa alla precedente stagione.
Nel primo episodio, La spia venuta da... d'oh!, è stato rivelato il risultato delle votazioni al sondaggio sul futuro della coppia Ned Flanders-Edna Caprapall. L'episodio Finalmente se ne vanno! è il 500º della serie.
In Italia il primo episodio trasmesso è Vacanze di un passato futuro in anteprima assoluta su Italia 1 il 25 dicembre 2012, gli altri episodi sono stati trasmessi dal 5 marzo al 3 aprile 2013, mentre il terzo episodio è stato trasmesso il 31 ottobre sullo stesso canale. Nella versione italiana, da questa stagione le voci di Marge, Bart, Abraham e delle gemelle Sherry e Terry sono cambiate: infatti Liù Bosisio, Ilaria Stagni, Mario Milita (ritirato nel 2012) e Laura Latini (morta nel 2012) che li doppiavano nelle prime ventidue stagioni, sono state sostituite da Sonia Scotti, Gaia Bolognesi, Mino Caprio e Ilaria Latini.
Questa è stata l'ultima stagione di Tonino Accolla che doppiava Homer Simpson: le sue condizioni di salute lo porteranno alla morte poco dopo la trasmissione. Dalla stagione successiva, verrà sostituito da Massimo Lopez.
| N° | Codice di produzione | Titolo italiano                                      | Titolo originale                                  | Prima TV USA      | Prima TV Italia  |
| -- | -------------------- | ---------------------------------------------------- | ------------------------------------------------- | ----------------- | ---------------- |
| 1  | NABF16               | La spia venuta da... d'oh!                           | The Falcon and the D'ohman                        | 25 settembre 2011 | 5 marzo 2013     |
| 2  | NABF17               | Bart si ferma ad annusare le Roosevelt               | Bart Stops to Smell the Roosevelts                | 2 ottobre 2011    | 6 marzo 2013     |
| 3  | NABF19               | La paura fa novanta XXII                             | Treehouse of Horror XXII                          | 30 ottobre 2011   | 31 ottobre 2013  |
| 4  | NABF21               | Rimpiazzabile te                                     | Replaceable You                                   | 6 novembre 2011   | 7 marzo 2013     |
| 5  | NABF20               | Quando la moglie è in cucina                         | The Food Wife                                     | 13 novembre 2011  | 8 marzo 2013     |
| 6  | NABF22               | Il colpo del libro                                   | The Book Job                                      | 20 novembre 2011  | 11 marzo 2013    |
| 7  | PABF01               | L'uomo dai pantaloni blu                             | The Man in the Blue Flannel Pants                 | 27 novembre 2011  | 12 marzo 2013    |
| 8  | PABF02               | La soluzione dieci-percento                          | The Ten-Per-Cent Solution                         | 4 dicembre 2011   | 13 marzo 2013    |
| 9  | NABF18               | Vacanze di un passato futuro                         | Holidays of Future Passed                         | 11 dicembre 2011  | 25 dicembre 2012 |
| 10 | PABF03               | Politicamente inetto, con Homer Simpson              | Politically Inept, with Homer Simpson             | 8 gennaio 2012    | 15 marzo 2013    |
| 11 | PABF04               | Il D'oh-cial Network                                 | The D'oh-cial Network                             | 15 gennaio 2012   | 18 marzo 2013    |
| 12 | PABF05               | Boe dagli stracci ai ricchi                          | Moe Goes from Rags to Riches                      | 29 gennaio 2012   | 19 marzo 2013    |
| 13 | PABF06               | La figlia sorge ancora                               | The Daughter Also Rises                           | 12 febbraio 2012  | 20 marzo 2013    |
| 14 | PABF07               | Finalmente se ne vanno!                              | At Long Last Leave                                | 19 febbraio 2012  | 21 marzo 2013    |
| 15 | PABF09               | Fuga dal Jet Market                                  | Exit Through the Kwik-E-Mart                      | 4 marzo 2012      | 22 marzo 2013    |
| 16 | PABF08               | E alla fine arriva mamma                             | How I Wet Your Mother                             | 11 marzo 2012     | 25 marzo 2013    |
| 17 | PABF10               | I robot                                              | Them, Robot                                       | 18 marzo 2012     | 26 marzo 2013    |
| 18 | PABF11               | Attento mio Bart ingannatore                         | Beware My Cheating Bart                           | 15 aprile 2012    | 27 marzo 2013    |
| 19 | PABF12               | Una cosa troppo divertente che Bart non farà mai più | A Totally Fun Thing That Bart Will Never Do Again | 29 aprile 2012    | 28 marzo 2013    |
| 20 | PABF13               | La spia che mi insegnò                               | The Spy Who Learned Me                            | 6 maggio 2012     | 29 marzo 2013    |
| 21 | PABF15               | La stupenda agenda di Ned e Edna                     | Ned 'N Edna's Blend Agenda                        | 13 maggio 2012    | 2 aprile 2013    |
| 22 | PABF14               | Lisa diventa Gaga                                    | Lisa Goes Gaga                                    | 20 maggio 2012    | 3 aprile 2013    |

## La spia venuta da... d'oh!
- Sceneggiatura: Justin Hurwitz
- Regia: Matthew Nastuk
- Messa in onda originale: 25 settembre 2011
- Messa in onda italiana: 5 marzo 2013

L'episodio incomincia con l'uomo dei fumetti che richiama l'ultimo episodio della stagione precedente, nel quale l'epilogo del fidanzamento di Ned Flanders ed Edna Caprapall era stato lasciato in sospeso. La scena si sposta poi alla centrale nucleare, dove Homer conosce un nuovo addetto alla sicurezza di nome Wayne. Homer cerca di fare amicizia con lui, ma Wayne è una persona molto riservata che cerca di tenere nascosto il proprio passato. In seguito si scopre che l'uomo è in realtà una spia tormentata dagli incubi provocati dalle sue missioni ed esperienze passate. Quando il Signor Burns conferisce a Wayne il casco della centrale nucleare come riconoscimento per aver sventato una rapina, l'uomo perde la testa in preda a uno dei suoi incubi e finisce per aggredire il signor Burns ed essere licenziato. Homer si offre allora di ospitarlo a casa sua, ma la Mafia Ucraina, che era alla ricerca di Wayne per vendicarsi di lui, riesce a scoprire dove si trova e rapisce Homer per attirarlo in trappola. Wayne decide di intervenire e dopo aver sconfitto i mafiosi riesce a trarre in salvo Homer. Capendo che il suo posto non è a Springfield, il giorno dopo Wayne decide di trasferirsi altrove, ma Marge riesce a fargli trovare lavoro alla motorizzazione insieme alle sue sorelle Patty e Selma dove può usare la violenza contro coloro che si lamentano delle multe.
- Guest star: Tom Colicchio (Se stesso), Ping Marshall (Victor), Kevin Michael Richardson (Impiegato SendEx) e Kiefer Sutherland (Wayne).
- Frase alla lavagna: assente.
- Gag del divano: assente.

## Bart si ferma ad annusare le Roosevelt
- Sceneggiatura: Tim Long
- Regia: Steven Dean Moore
- Messa in onda originale: 2 ottobre 2011
- Messa in onda italiana: 6 marzo 2013

Il preside Skinner è stanco di subire rimproveri dal sovrintendente Chalmers a causa delle continue marachelle di Bart, così sfida il suo superiore ad assumersi la responsabilità di educarlo per dimostrare quanto sia difficile stargli dietro. Il sovrintendente accetta e decide di istruire Bart facendogli studiare la vita e le imprese del presidente degli Stati Uniti Theodore Roosevelt. Insieme agli altri bulli della scuola elementare, Bart inizia a interessarsi sempre di più a questo personaggio e stabilisce anche un buon legame con lo stesso Chalmers. Quando Nelson si rompe accidentalmente un braccio durante una gita all'aperto, il sovrintendente viene ritenuto responsabile e licenziato a seguito delle lamentele sporte dalla madre del ragazzo. Decisi a far riavere a Chalmers il suo lavoro, Bart e i suoi amici si barricano nella scuola elementare e ne prendono il controllo. La polizia interviene e si prepara a sgombrare con la forza l'edificio. Chalmers cerca allora di convincere i ragazzi alla resa ma, prima che ne abbia il tempo, il commissario Winchester spara accidentalmente al supervisore statale dell'istruzione, il quale pur di essere soccorso reintegra immediatamente Chalmers al suo posto.
Nell'episodio si fa riferimento al film Breakfast Club (1985) di John Hughes ed è inserito un brano della canzone Don't You (Forget About Me) dei Simple Minds.
- Guest star: Theodore Roosevelt (voce da archivio).
- Frase alla lavagna: Non è troppo presto per fare ipotesi sulle elezioni del 2016
- Gag del divano: I Simpson sono disegnati in stile John Kricfalusi: Homer chiede una birra a Marge e lei gliela va a prendere.

## La paura fa novanta XXII
- Sceneggiatura: Carolyn Omine
- Regia: Matthew Faughnan
- Messa in onda originale: 30 ottobre 2011
- Messa in onda italiana: 31 ottobre 2013

Sequenza iniziale
Bart e Lisa tornano a casa con i dolcetti raccolti durante la sera di Halloween, ma Marge glieli sequestra e ordina ad Homer di donarli alle truppe americane all'estero. L'uomo però vuole mangiare i dolciumi e per farlo si reca di nascosto in un canyon dove, dopo essere caduto in un precipizio, rimane intrappolato con un braccio sotto una roccia. Per raggiungere il sacchetto delle caramelle caduto poco distante, Homer si stacca il braccio a morsi, ma alla fine scopre che Bart e Lisa hanno sostituito i dolci con delle verdure.
- Lo Scafandro e la Palla di Burro (The Diving Bell and the Butterball)
- In questa parodia de Lo scafandro e la farfalla, Homer è intento ad addobbare la casa con le decorazioni di Halloween, quando scambia una vedova nera per un pupazzo e viene punto dal ragno. Rimasto completamente paralizzato, Homer riesce a comunicare con il mondo esterno soltanto attraverso le sue flatulenze. Quando in seguito viene punto da un secondo ragno (questa volta radioattivo) ottiene poteri analoghi a quelli dell'Uomo Ragno, potendo così spruzzare ragnatele.
- Il DDDlino Perfetto (Dial D for Diddly)
- Ned crede che Dio gli stia chiedendo di uccidere alcune persone e per compiere il suo volere diventa un serial killer professionista. Quando scopre che la voce di Dio che gli ordina gli omicidi è in realtà quella di Homer modificata con un microfono, Ned va su tutte le furie e teme di finire all'inferno per colpa delle sue azioni. Homer lo rassicura sostenendo che Dio non esiste e per dimostrarglielo tenta di bruciare la Bibbia di Ned. In quel momento però, Dio interviene e strangola Homer. Marge chiede allora a Dio di rimediare a quanto è successo e di riportare tutto come era prima, ma egli spiega di non poterlo fare in quanto è Satana ad avere il potere di controllare il mondo. Infine, quando Ned crede di aver toccato il fondo, si scopre che Satana va anche a letto con la sua defunta moglie Maude.
- Fra i Na'vi (In the Na'Vi)
- Questo segmento è ambientato nel futuro ed è una parodia del film Avatar di James Cameron. Per intrattenere il suo pubblico, Krusty il Clown ha bisogno di un raro estratto chiamato "Hilarrium" che ha la capacità di migliorare l'umore delle persone. Per ottenere la preziosa sostanza, le reclute militari Bart e Milhouse vengono inviate sotto forma di avatar sul pianeta Rigel Seven per stringere amicizia con gli alieni che lo popolano. I due riescono nell'impresa e quando Milhouse comunica all'esercito la posizione dell'Hilarrium si scatena una feroce battaglia tra gli umani e i nativi. Questi ultimi, aiutati dagli animali che vivono sul pianeta, hanno la meglio nello scontro, ma alla fine ammettono che avrebbero ceduto volentieri l'Hilarrium agli umani se solo glielo avessero chiesto.

- Guest star: Aron Ralston (se stesso), Jackie Mason (Rabbino Krustofski).
- Frase alla lavagna: assente
- Gag del divano: assente

## Rimpiazzabile te
- Sceneggiatura: Stephanie Gillis
- Regia: Mark Kirkland
- Messa in onda originale: 6 novembre 2011
- Messa in onda italiana: 7 marzo 2013

Alla centrale nucleare viene assunta una nuova segretaria di nome Roz Davis e Homer, prendendola per un'ingenua, marina il lavoro per andare a vedere un film in 3D con Barney. Ma al ritorno il signor Burns lo degrada dal suo posto mettendolo come assistente di Roz e, da quel momento, quest'ultima incomincia a sottomettere Homer; quest'ultimo però scopre grazie a Ned che lei perde le staffe quando viene abbracciata. Allora Homer, durante la premiazione di Roz, la fa abbracciare dal signor Burns - che la fa licenziare dopo che lei dà in escandescenze. Intanto Bart, con l'aiuto di Martin, costruisce una foca robot che cambia la vita agli anziani della casa di riposo facendoli sentire più felici, ma questo non viene visto come una cosa positiva per dalle agenzie di pompe funebri.
- Guest star: Jane Lynch (Roz Davis).
- Frase alla lavagna: È il sei novembre come mai non mandiamo in onda un episodio su Halloween?
- Gag del divano: Il divano è in mostra allo Smithsonian Museum, i Simpson fanno irruzione vestiti da ladri, inservienti e mummie e dopo aver superato il laser vi si siedono.

## Quando la moglie è in cucina
- Sceneggiatura: Matt Selman
- Regia: Timothy Bailey
- Messa in onda originale: 13 novembre 2011
- Messa in onda italiana: 8 marzo 2013

Dopo che Homer fa svagare Bart e Lisa portandoli a una fiera dedicata ai videogiochi, Marge, sentendosi trascurata dai ragazzi, decide di farli divertire portandoli alla fiera del X-Games. La manifestazione però si rivela essere una fiera organizzata dalla chiesa di Springfield e la cosa non fa che aumentare la delusione dei ragazzi nei suoi confronti. Mentre tornano a casa l'auto va in panne nei pressi di un ristorante etiope. Incuriositi, Bart e Lisa convincono Marge a entrare e ad assaggiare cibi etnici in compagnia di altri critici culinari della città. Vista l'esperienza positiva, i tre decidono di aprire un sito web per palati raffinati in cui pubblicare le loro recensioni di ristoranti e cibi stranieri. Homer, sentendosi a sua volta trascurato, cerca di riconquistare i ragazzi offrendo loro i biglietti del nuovo parco a tema di Grattachecca e Fichetto per il sabato successivo. Marge, Bart e Lisa, hanno però già un invito per la serata da parte dello chef del ristorante più esclusivo della città (il famoso cuoco "molecolare" Ferran Adrià), il quale ospiterà loro e altri critici per presentare le sue nuove e stravaganti pietanze. Impietosita, Marge decide di portare anche Homer alla cena ma, durante la notte, un incubo le fa temere che il marito possa finire per rubarle la carriera e i ragazzi. Così, decide di indicare all'uomo un indirizzo diverso da quello del ristorante in cui si terrà la serata. Homer si reca così nel posto sbagliato, il quale si rivela essere il rifugio di uno spacciatore che gli offre a sua insaputa alcune droghe. Prima che Homer possa provarle però, la polizia interviene bruscamente scatenando un conflitto a fuoco con i clienti dello spacciatore. Quest'ultimo prende Homer in ostaggio, ma il tempestivo arrivo di Marge fa sì che il malvivente venga catturato e arrestato.
- Guest star: Gordon Ramsay (se stesso), Mario Batali (se stesso), Anthony Bourdain (se stesso), Tim Heidecker (Amus Bruse) e Eric Wareheim (Fois Garth).
- Frase alla lavagna: assente.
- Gag del divano: assente.

## Il colpo del libro
- Sceneggiatura: Dan Vebber
- Regia: Bob Anderson
- Messa in onda originale: 20 novembre 2011
- Messa in onda italiana: 11 marzo 2013

Lisa incontra di persona la scrittrice dei suoi romanzi fantasy preferiti ma scopre che in realtà non è la vera autrice del libro, bensì una modella che presta semplicemente il suo volto per la copertina. Amareggiata per aver scoperto che la persona che ammirava è un'imbrogliona, Lisa decide di iniziare a scrivere un proprio romanzo. Homer intanto spera di poter guadagnare soldi facilmente scrivendo a sua volta un libro in collaborazione con Bart, il preside Skinner, Boe, Patty, il professor Frink e Neil Gaiman. A differenza di Lisa, il gruppo riesce nell'impresa, ma l'editore rifiuta di pubblicare il loro libro in quanto non hanno un autore fittizio a cui attribuire la paternità dell'opera. Homer chiede allora a Lisa di prestare il suo nome per la pubblicazione e la ragazza, pur di vedere il proprio volto sulla copertina di un libro, accetta la proposta. Homer e gli altri riescono a incassare un cospicuo assegno, ma quando la prima copia del romanzo viene pubblicata scoprono che l'editore ne ha completamente stravolto la trama e i personaggi a loro insaputa. Così, messo da parte il desiderio di arricchirsi, Homer, Bart, Skinner, Boe, Patty e il prof. Frink decidono di vendicarsi con l'editore sostituendo di nascosto la copia modificata del libro con quella originale prima che venga data alle stampe. Grazie all'aiuto di Lisa il piano va a buon fine e tutti sono soddisfatti di essere riusciti a pubblicare un romanzo di successo, anche se alla fine Neil Gaiman riesce a farsi accreditare come autore al posto di Lisa. L'intero episodio cita la trilogia Ocean's saga (Ocean's Eleven - Fate il vostro gioco, Ocean's Twelve, Ocean's Thirteen) sia per la struttura generale della storia, sia per la colonna sonora e alcune scene come quella finale.
- Guest star: Andy García (Editore TweenLit Inc.) e Neil Gaiman (se stesso)
- Frase alla lavagna: assente.
- Gag del divano: assente.

## L'uomo dai pantaloni blu
- Sceneggiatura: Jeff Westbrook
- Regia: Steven Dean Moore
- Messa in onda originale: 27 novembre 2011
- Messa in onda italiana: 12 marzo 2013

Dopo aver accolto con grande allegria alla sua festa, facendolo divertire un mondo, il signor Burns assume Homer come responsabile commerciale. Da quel momento la vita di Homer cambia, lavora molto, torna a casa tardi, trascura la sua famiglia e i suoi amici e invece di bere birra, beve ogni giorno il Martini. Il suo nuovo lavoro lo stressa moltissimo finché un giorno il sig. Burns non gli darà di nuovo il suo vecchio posto. Durante l'episodio vi sono citazioni alla serie televisiva Mad Men.
- Guest star: Kevin Michael Richardson (uomo alla festa), John Slattery (Robert Marlowe) e Matthew Weiner (uomo d'affari).
- Frase alla lavagna: assente.
- Gag del divano: assente.

## La soluzione dieci-percento
- Sceneggiatura: Dan Castellaneta e Deb Lacusta
- Regia: Michael Polcino
- Messa in onda originale: 4 dicembre 2011
- Messa in onda italiana: 13 marzo 2013

Dopo che Krusty viene licenziato, perché ormai al pubblico non interessa più niente di lui, i Simpson decidono di fargli trovare lavoro, da una sua vecchia conoscente e incomincia a lavorare in uno show per adulti. Ma la sua assistente fa la ruffiana nei suoi confronti.
- Guest star: Kevin Dillon (se stesso), Janeane Garofalo (se stesso), Jackie Mason (Rabbino Krustofski) e Joan Rivers (Annie Dubinsky).
- Frase alla lavagna: Cricca non è una parolaccia
- Gag del divano: Nel divano è impiantata una spada, Homer prova a toglierla ma non ci riesce, arriva Ned e la estrae essendo la spada di sua proprietà.

## Vacanze di un passato futuro
- Sceneggiatura: J. Stewart Burns
- Regia: Rob Oliver
- Messa in onda originale: 11 dicembre 2011
- Messa in onda italiana: 25 dicembre 2012

L'episodio si svolge in un futuro dove Bart è padre divorziato di due figli, Lisa è sposata con Milhouse e ha una figlia adolescente di nome Zia, mentre Maggie è una famosa cantante rock in attesa di un bambino. È quasi Natale e Marge riceve una mail cerebrale dove è scritto che i loro figli e nipoti verranno a casa loro per trascorrere insieme le feste. L'atmosfera natalizia è però turbata dai problemi famigliari di Bart e Lisa, che sperimentano le difficoltà dell'essere genitori. Bart è infatti intento a recuperare l'affetto dei suoi figli promettendo loro che diventerà un padre migliore, mentre Lisa è preoccupata per il carattere ribelle di Zia, che trascorre quasi tutte le giornate connessa in rete. Per capire quali attività coinvolgono sua figlia, Lisa decide di entrare segretamente nel suo account dove scopre che in realtà Zia è una ragazza studiosa che ammira molto la madre. Homer, dopo aver smesso di bere da anni, è invece diventato un nonno molto gentile e premuroso e alla fine riesce anche a riappacificarsi con suo padre (che era ibernato in una capsula criogena) accettando di riportarlo a casa. Al termine dell'episodio, Maggie arriva a casa con sua figlia appena nata, della quale non viene rivelato chi sia il padre.
- Frase alla lavagna: I vassoi della mensa non sono slittini.
- Gag del divano: I membri della famiglia sono biscotti natalizi e Homer mangia il suo braccio..
- Note: Questo episodio è stato replicato il 14 marzo 2013 su Italia 1, con il logo della Prima Tv.

## Politicamente inetto, con Homer Simpson
- Sceneggiatura: John Frink
- Regia: Mark Kirkland
- Messa in onda originale: 8 gennaio 2012
- Messa in onda italiana: 15 marzo 2013

Dopo essere stato ripreso dai telefoni cellulari, mentre protestava contro il governo, per un aereo che non partiva da 7 ore, Homer decide di fondare uno show televisivo sulla politica, per denunciare il governo americano di non importarsene nulla sui cittadini americani. Nel suo show, dal nome di Questioni di Pancia, offre agli ascoltatori dei consigli e degli annunci molto informativi venendo appoggiato da tutta la città. Per le elezioni presidenziali, Homer pensa di votare democratico, ma subito dopo appoggia il cantante di destra Ted Nugent. Homer non riesce a far eleggere Nugent, dopodiché chiude il suo programma e decide di non occuparsi più di show e politica.
- Guest star: Ted Nugent (Se stesso) e Dana Gould (Air Marshall)
- Frase alla lavagna: TinTin non faceva schifo
- Gag del divano: In un ambiente in stile epoca vittoriana, le luci si spengono e vi è un colpo di pistola. Quando le luci si accendono, viene trovato morto Homer e Bart viene arrestato per l'omicidio del padre. Marge, il vero colpevole, nasconde la pistola ancora fumante nei capelli.

## Il D'oh-cial Network
- Sceneggiatura: J. Stewart Burns
- Regia: Chris Clements
- Messa in onda originale: 15 gennaio 2012
- Messa in onda italiana: 18 marzo 2013

Lisa capendo di non essere più popolare, decise di farsi degli amici tramite i social network creandone uno nuovo, così tutta la città si mette a usare questo social network, ma non tutto va per il meglio e si ritrova a doversi difendere in tribunale. Alla fine decide di chiudere SpringFace e tornare a giocare per strada.
- Guest star: Armie Hammer (Cameron e Tyler Winklevoss), David Letterman (se stesso) e i Tiger Lillies (se stessi).
- Frase alla lavagna: Noi non abbiamo bisogno di nessuna educazione, tratta dal ritornello di Another Brick in the Wall pt. 2, singolo del leggendario gruppo inglese Pink Floyd estratto dal loro album The Wall.
- Gag del divano: La famiglia Simpson arriva a New York per fare da guest star al David Letterman Show.
- Curiosità: In questo episodio il nonno Simpson è doppiato, nella versione italiana, da Dante Biagioni e non da Mino Caprio.

## Boe dagli stracci ai ricchi
- Sceneggiatura: Tim Long
- Regia: Bob Anderson
- Messa in onda originale: 29 gennaio 2012
- Messa in onda italiana: 19 marzo 2013

Boe si sente solo e considera il suo straccio per pulire il bancone del bar come suo migliore amico. Quando Boe si allontana, lo straccio prende vita e inizia a raccontare l'incredibile storia della sua vita: da quando fu creato come un prezioso arazzo nel Medioevo, fino a come è divenuto lo straccio che Boe ha ritrovato da bambino. Vedendo quanto il barista sia legato al suo straccio, Marge decide di lavarlo e stirarlo. Boe si rende allora conto di avere dei veri amici (i Simpson) e decide di gettare via lo straccio. Quest'ultimo viene ritrovato dal Piccolo aiutante di Babbo Natale e inizia in questo modo una nuova fase della sua lunga storia.
- Guest star: Jeremy Irons (Straccio del bar).
- Frase alla lavagna: Non è stato dimostrato un legame fra l'uva passa e le caccole.
- Gag del divano: I Simpson passano in quattro sit-com del passato, The Honeymooners, The Dick Van Dyke Show, La famiglia Brady e Cin Cin prima di arrivare al loro divano.

## La figlia sorge ancora
- Sceneggiatura: Rob LaZebnik
- Regia: Chuck Sheetz
- Messa in onda originale: 12 febbraio 2012
- Messa in onda italiana: 20 marzo 2013

Durante la festa di san Valentino, Marge e Lisa trascorrono un po' di tempo insieme e si recano in un ristorante dove Lisa conosce un ragazzo romantico e intellettuale di nome Nick. Lisa si innamora a prima vista di lui, ma Marge, nel tentativo di proteggere sua figlia, cerca in tutti i modi di non farla più incontrare col ragazzo. Lisa intrattiene allora una relazione segreta con Nick, ma alla fine scopre che il ragazzo non è l'intellettuale avventuroso e affascinante che vuol far credere di essere. Nel frattempo, Bart e Milhouse guardano di nascosto un programma televisivo, parodia di MythBusters, nel quale i presentatori cercano di sfatare in maniera spettacolare alcuni miti e luoghi comuni popolari. Ispirati dallo show, i due iniziano a smentire una dopo l'altra le varie leggende sulla scuola elementare di Springfield che circolano fra i bambini...
- Guest star: Michael Cera (Nick), Jamie Hyneman (se stesso) e Adam Savage (se stesso).
- Frase alla lavagna: Non sostituirò più un cuore di cara-dolce-mella con un cuore di ranocchia
- Gag del divano: Boe organizza una festa per il 500º episodio de I Simpson con tutti gli altri cittadini di Springfield, ma Lisa controllando sulla guida TV scopre che questo è ancora il 499º episodio, quindi la festa finisce.

## Finalmente se ne vanno!
- Sceneggiatura: Michael Price
- Regia: Matthew Nastuk
- Messa in onda originale: 19 febbraio 2012
- Messa in onda italiana: 21 marzo 2013

I cittadini di Springfield, stanchi di sopportare i Simpson per i danni che hanno causato in passato, si mettono d'accordo per esiliarli dalla città. Disorientati e lontani da casa, i Simpson alloggiano in una cittadina senza nome e senza legge dove trovano rifugio le persone allontanate dalla società. La famiglia è felice di stare in un posto come questo, dato che è possibile fare tutto ciò che è contro la legge senza temerne le conseguenze. Marge però, sente molto la mancanza di Springfield e Homer, per farla felice, decide di intrufolarsi segretamente con lei in città. Arrivati alla loro vecchia casa, ormai abbandonata, entrano nella stanza da letto e fanno sesso. Sfortunatamente, i due vengono scoperti sia dai bulli (entrati nella casa per nascondere alcuni oggetti rubati) sia dal commissario Winchester, che avevano in precedenza ingannato utilizzando dei travestimenti. Marge e Homer vengono nuovamente cacciati via da Springfield, ma gli altri cittadini, sentendo la loro mancanza e vedendo che nella città senza legge è possibile fare qualsiasi cosa, decidono di lasciare Springfield a loro volta per tornare a vivere tutti insieme.
- Guest star: Julian Assange (Se stesso), Kelsey Grammer (Telespalla Bob), Jackie Mason (Rabbino Krustofski), Alison Krauss (Suona la colonna sonora Simpson).
- Frase alla lavagna: Bart si è guadagnato una giornata di riposo (scritto da Milhouse).
- Gag del divano: È il 500º episodio della serie e i Simpson lo inaugurano facendo vedere tutte le gag del divano che hanno fatto in tutta la storia de I Simpson a velocità 32x. Finché l'inquadratura si allarga e fa vedere il numero 500, come gli episodi della serie, numero che viene distrutto da Homer mentre strangola Bart.

## Fuga dal Jet Market
- Sceneggiatura: Marc Wilmore
- Regia: Steven Dean Moore
- Messa in onda originale: 4 marzo 2012
- Messa in onda italiana: 22 marzo 2013

A Springfield apre un nuovo supermercato che manda ben presto in rovina la carriera di Apu. Nel frattempo, Homer organizza il compleanno di Marge e decide di regalarle un nuovo tritatutto autografato dalla nota chef della televisione Paula Paul, che accetta anche di telefonare a Marge durante il suo show televisivo per farle gli auguri in diretta. Bart regala invece alla madre un coniglio il quale, rosicchiando il cavo del telefono, impedisce a Marge di ricevere la telefonata a sorpresa. Infuriato per l'insuccesso del suo regalo di compleanno, Homer punisce Bart rinchiudendolo nella gabbietta del coniglio. Stanco di subire continui rimproveri dal padre, il ragazzo decide di vendicarsi graffittando tutti i muri della città con degli stencil raffiguranti la faccia di Homer e la scritta "Dope". Inaspettatamente, questo gesto impulsivo trasforma Bart in un vero e proprio artista del graffito. Così, dopo aver ricevuto l'approvazione di talenti acclamati come Shepard Fairey, Ron English, Kenny Scharf e Robbie Conal, Bart diventa popolare al punto da vedere allestita una mostra con le sue opere. La polizia però, si mette ben presto sulle tracce del misterioso artista di strada con l'intento di fermare la sua arte controversa...
- Guest star: Shepard Fairey (se stesso), Ron English (se stesso), Kenny Scharf (se stesso) e Robbie Conal (se stesso).
- Frase alla lavagna: assente.
- Gag del divano: Parodia della sigla de Il Trono di Spade.

## E alla fine arriva mamma
- Sceneggiatura: Billy Kimball, Ian Maxtone-Graham
- Regia: Lance Kramer
- Messa in onda originale: 11 marzo 2012
- Messa in onda italiana: 25 marzo 2013

Dopo un furto da parte di tutti i dipendenti, Homer riesce a non farsi scoprire da Burns che lo premia con una giornata libera, a differenza degli altri che saranno costretti a scrivere un tema di quanto Homer sia fantastico. Homer sfrutta la giornata per portare Bart a pesca, ma da quella notte inizia a bagnare il letto. Per scusarsi con i suoi colleghi, quindi sperando di risolvere il problema dell'incontinenza, li invita a pranzo, ma non cambia nulla. Una sera Marge, non riuscendo a prendere sonno esce a fare una passeggiata e sembra di trovare la soluzione al problema. L'episodio, prendendo spunto da Inception, continua facendo condividere i sogni di Homer con gli altri membri della famiglia. Si scopre che il motivo per cui Homer ha iniziato a fare pipì nel letto è perché andare a pesca con Bart gli aveva fatto tornare alla mente un evento traumatico della sua infanzia: una giornata a pesca col padre andò male perché la barca si era rovesciata, col risultato che i suoi genitori divorziarono un paio di settimane dopo, facendolo sentire in colpa per l'accaduto.
- Guest Star: Glenn Close e David Byrne
- Frase alla lavagna: assente.
- Gag del divano: La famiglia è stesa su un foglio di riso, una mano gigante li infila nel rotolo di sushi e li affetta.

## I robot
- Sceneggiatura: Michael Price
- Regia: Michael Polcino
- Messa in onda originale: 18 marzo 2012
- Messa in onda italiana: 26 marzo 2013

Alla centrale nucleare di Springfield tutti i dipendenti vengono sottoposti a una visita medica in cui viene verificata la positività all'uso di alcool e sostanze stupefacenti. I risultati dei test spingono il signor Burns a licenziare tutti i dipendenti e a sostituirli con impiegati robotici di ultima tecnologia. Su consiglio di Smithers però, Burns decide di mantenere un solo impiegato umano per supervisionare i robot e per fungere da capro espiatorio in caso di incidenti. Homer viene scelto per questo incarico e inizia a lavorare al fianco dei robot, i quali lo ignorano sistematicamente e svolgono il proprio compito senza mai distrarsi. Non avendo nessuno con cui parlare e divertirsi, Homer finisce così per annoiarsi e sentirsi solo. Dopo aver accidentalmente rotto uno dei robot, Homer scopre che questi possono essere riprogrammati per divenire socievoli e amichevoli. L'uomo inizia così ad andare d'accordo con gli automi, ma quando questi gli impediscono di bere alcool per salvaguardare la sua salute, decide di rimuovere con metodi piuttosto drastici il circuito che impone loro la protezione degli umani (attraverso, come la definisce Homer, una robotomia). Come risultato, i robot diventano malvagi e iniziano a inseguire Homer nel tentativo di ucciderlo. L'uomo si rifugia nella villa del signor Burns dove, dopo una rocambolesca fuga, tutti i robot finiscono per essere distrutti grazie all'intervento di alcuni abitanti di Springfield e dei dipendenti della centrale nucleare ormai disoccupati. Come riconoscimento per avergli salvato la vita, Burns decide allora di restituire il posto a tutti i suoi vecchi lavoratori.
- Guest star: Brent Spiner (Robot), Massimo Lopez (Robot nella versione italiana).
- Frase alla lavagna: assente.
- Gag del divano: Fa vedere una gag del divano per ogni anno dal 1989 al 2012, cominciando con lo striscione sullo sfondo America, il paese più potente del mondo, cambiandolo nel 2008 con lo striscione Troppo grande per fallire, speriamo! e finendo con Maggie che ha una bandierina cinese nel 2012. Tra un anno e un altro si vedono, inoltre, alcuni avvenimenti importanti de I Simpson (come l'episodio con Michael Jackson come guest star o la morte di Maude).
- Curiosità: Nell'edizione italiana, i robot sono stati doppiati da Massimo Lopez che, a partire dalla stagione successiva, darà la voce a Homer dopo la scomparsa di Tonino Accolla.

## Attento mio Bart ingannatore
- Sceneggiatura: Ben Joseph
- Regia: Mark Kirkland
- Messa in onda originale: 15 aprile 2012
- Messa in onda italiana: 27 marzo 2013

Secco non ha voluto accompagnare Shauna, la sua fidanzata, a vedere un film romantico e ha bisogno di qualcuno che la accompagni e che non sia una minaccia per la sua relazione. Sceglie Bart. Tutto procede bene, ma ben presto la ragazza inizia a provare dei sentimenti nei suoi confronti, tanto da mostrargli anche il seno. Homer, intanto, prende coscienza che deve tenersi in forma e così compra l'ultima versione del tapis roulant, ma finirà per usarlo per guardare la serie televisiva Scomparsi (parodia di Lost), a cui si appassiona fino a trascurare Marge. Nella puntata è presente una brevissima scena-citazione de Un uomo da marciapiede, con Bart nel ruolo di John Voight e Milhouse nel ruolo di Dustin Hoffman.
- Guest star: Kevin Michael Richardson (poliziotto del centro commerciale).
- Frase alla lavagna: La maestra non deve pagare la tassa per la bruttezza
- Gag del divano: In una scena in stile retro, un flashback di Homer lo riporta a quando era giovane: mentre faceva jogging ascoltando musica vide il suo futuro divano e, distraendosi guardando questo, va a sbattere contro il tronco di un albero e viene salvato dal divano: Homer s'innamora di questo e lo mette incinta; poco dopo però, nella medesima condizione con la quale ha conosciuto il divano viene salvato da Marge e lascia il divano; allora quest'ultimo va a casa di Homer e Marge portando con sé la poltroncina figlia di Homer: Homer non la riconosce e allora il divano si dà alla macchia: quando questi si sta per suicidare, Homer lo salva e sistema in casa sua lui e la poltroncina.

## Una cosa troppo divertente che Bart non farà mai più
- Sceneggiatura: Matt Warburton
- Regia: Chris Clements
- Messa in onda originale: 29 aprile 2012
- Messa in onda italiana: 28 marzo 2013

Bart è stanco della routine quotidiana della propria vita, così, dopo aver visto una pubblicità in televisione, convince la famiglia a trascorrere una settimana di vacanza a bordo di una grande nave da crociera. Entusiasti per le numerose attività disponibili sulla nave, tutti i membri della famiglia si dedicano a ciò che preferiscono, felici di trascorrere per la prima volta nella loro vita una vacanza impeccabile. Ben presto però, Bart si rende conto che questa situazione di felicità è destinata a finire entro pochi giorni, e che tutta la famiglia dovrà tornare alla vita di sempre. Convinto di non poter più trascorrere in futuro una vacanza come questa, Bart cerca di prolungare la durata della crociera mettendo fuori uso i mezzi di comunicazione della nave e facendo credere a equipaggio e passeggeri che un terribile virus si stia diffondendo sulla terraferma. Dopo alcuni giorni di permanenza forzata in mare aperto, la nave e i passeggeri sono allo stremo e Bart è costretto a rivelare a tutti ciò che ha fatto. Così, i Simpson vengono fatti scendere dalla nave e abbandonati in Antartide.
- Guest star: Treat Williams (se stesso e William Sullivan) e Steve Coogan (Rowan Priddis).
- Frase alla lavagna: assente.
- Gag del divano: Tutti i personaggi e gli oggetti del salotto sono rappresentati come scritte nere su uno sfondo bianco.

## La spia che mi insegnò
- Sceneggiatura: Marc Wilmore
- Regia: Bob Anderson
- Messa in onda originale: 6 maggio 2012
- Messa in onda italiana: 29 marzo 2013

Homer è vittima di un incidente alla centrale nucleare e batte violentemente la testa cadendo da una scala. Per evitare problemi legali, il signor Burns gli concede un periodo retribuito di pausa dal lavoro, che l'uomo decide di tenere segreto alla propria famiglia. A causa del trauma riportato tuttavia, Homer inizia ad avere continue visioni di Stadivarius Cain, una spia parodia di James Bond protagonista del suo film d'azione preferito. L'agente segreto, che appare come una sorta di amico immaginario, aiuta Homer a diventare un marito seducente e affascinante, al punto che quando Marge scopre la sua assenza dal lavoro nelle ultime settimane, decide di perdonarlo immediatamente. Nel frattempo Bart è vittima per l'ennesima volta della prepotenza di Nelson che gli sottrae ogni giorno i soldi del pranzo. Ispirato da un documentario sui fast food visto a scuola, (una parodia del film Super Size Me) Bart decide di vendicarsi offrendo al bullo del cibo-spazzatura marca Krusty Burger in modo da renderlo obeso e fuori forma.
- Guest star: Bryan Cranston (Stradivarius Cain) e Eric Idle (Declan Desmond).
- Frase alla lavagna: assente.
- Gag del divano: Tutti gli abitanti di Springfield sono seduti allo stadio e alzano un cartello rappresentante la famiglia Simpson seduta sul divano.

## La stupenda agenda di Ned e Edna
- Sceneggiatura: Jeff Westbrook
- Regia: Chuck Sheetz
- Messa in onda originale: 13 maggio 2012
- Messa in onda italiana: 2 aprile 2013

I cittadini di Springfield, durante una recita che racconta la morte di Gesù (interpretato da Homer), scoprono che Ned ed Edna si sono sposati in segreto. Dopo che Ned lascia l'ospedale in cui era ricoverato (a causa di un incidente avvenuto durante la recita), Marge decide di organizzare una festa per Ned ed Edna. La festa non va come previsto e finisce con un litigio tra Ned ed Edna riguardo all'educazione dei figli. Alla fine fanno la pace.
- Frase alla lavagna: Chiamate vostra madre durante la pubblicità.
- Gag del divano: I Simpson, in un'ambientazione tratta dal film Avatar, sono trasferiti in corpi Na'vi con Bart che addomestica il divano che sta volando; successivamente la famiglia si siede davanti alla TV indossando gli occhiali per la visione in 3D.

## Lisa diventa Gaga
- Sceneggiatura: Tim Long
- Regia: Matthew Schofield
- Messa in onda originale: 20 maggio 2012
- Messa in onda italiana: 3 aprile 2013

Lisa riceve il premio di "studente meno popolare" della scuola elementare di Springfield e viene derisa dai propri compagni. Una persona misteriosa che si fa chiamare "La voce della verità" inizia però a scrivere su un social network che Lisa è mitica, facendole così riguadagnare consensi fra i suoi amici. Purtroppo, per colpa di Bart, tutti i bambini vengono a sapere che "La voce della verità" non è altro che la stessa Lisa, che pertanto viene presa in giro da tutti e accusata di essere una bugiarda. Nel frattempo la cantante Lady Gaga arriva a Springfield, dove tutta la città assiste con entusiasmo ai suoi spettacoli. Vedendo Lisa triste, Gaga decide di aiutarla a credere in sé stessa e a riconquistare popolarità a scuola. Alla fine dell'episodio Lady Gaga canta una canzone con Lisa.
- Guest star: Lady Gaga (se stessa) e Kevin Michael Richardson (Conducente Lady Gaga Express).
- Frase alla lavagna: assente.
- Gag del divano: I Simpson giocano con un videogioco per Wii dove devono sedersi sul divano. Homer, non riuscendoci perché fa inciampare il suo Mii, ci rinuncia, per poi inciampare per davvero.
- Curiosità: L'episodio in America è stato trasmesso lo stesso giorno degli eventi sismici in Emilia.